# Ectinorus splendidus
Ectinorus splendidus är en loppart som beskrevs av Smit 1968. Ectinorus splendidus ingår i släktet Ectinorus och familjen Rhopalopsyllidae. Inga underarter finns listade i Catalogue of Life.